# Ionuț Cosmin Sandu
Ionuț Cosmin Sandu (Piscu, Galați, 1979 – Kalat, Zabul tartomány, Afganisztán, 2008. március 20.) őrvezető, posztumusz hadnagy, a román hadsereg hatodik katonája, aki életét vesztette az afganisztáni hadműveletekben.

## Élete
A galaci „300. Szent András (Sfântul Andrei) lövészzászlóalj” tüzér alegységénél szolgált, mint irányzó. Zászlóaljával második alkalommal teljesített missziós szolgálatot Afganisztánban, amikor járőrözés közben Humvee típusú gépjárműve a zabul tartományi Kalat közelében aknára futott. Társa, Silviu Atanasiu tizedes a lábán sebesült meg, azonban Sandu őrvezető belehalt sebesülésébe. Teodor Meleșcanu nemzetvédelmi miniszter posztumusz hadnaggyá léptette elő (21-én). Március 26-án helyezték örök nyugalomra a galaci „Eternitatea” köztemetőben.

## Lásd
Ionuț Cosmin Sandu fényképe